# Sostentamento idrodinamico
Il Sostentamento idrodinamico è un  fenomeno fisico per il quale la massa di un'imbarcazione in navigazione è controbilanciata totalmente o parzialmente da variazioni di pressione sulla carena non dovute ad effetti idrostatici (spinta di Archimede).
La locuzione si usa anche in ingegneria meccanica, per parti di motore o della trasmissione, ad esempio cuscinetti, che lavorano in immersione sospese in un fluido (in genere olio).